# ميدان بايزيد

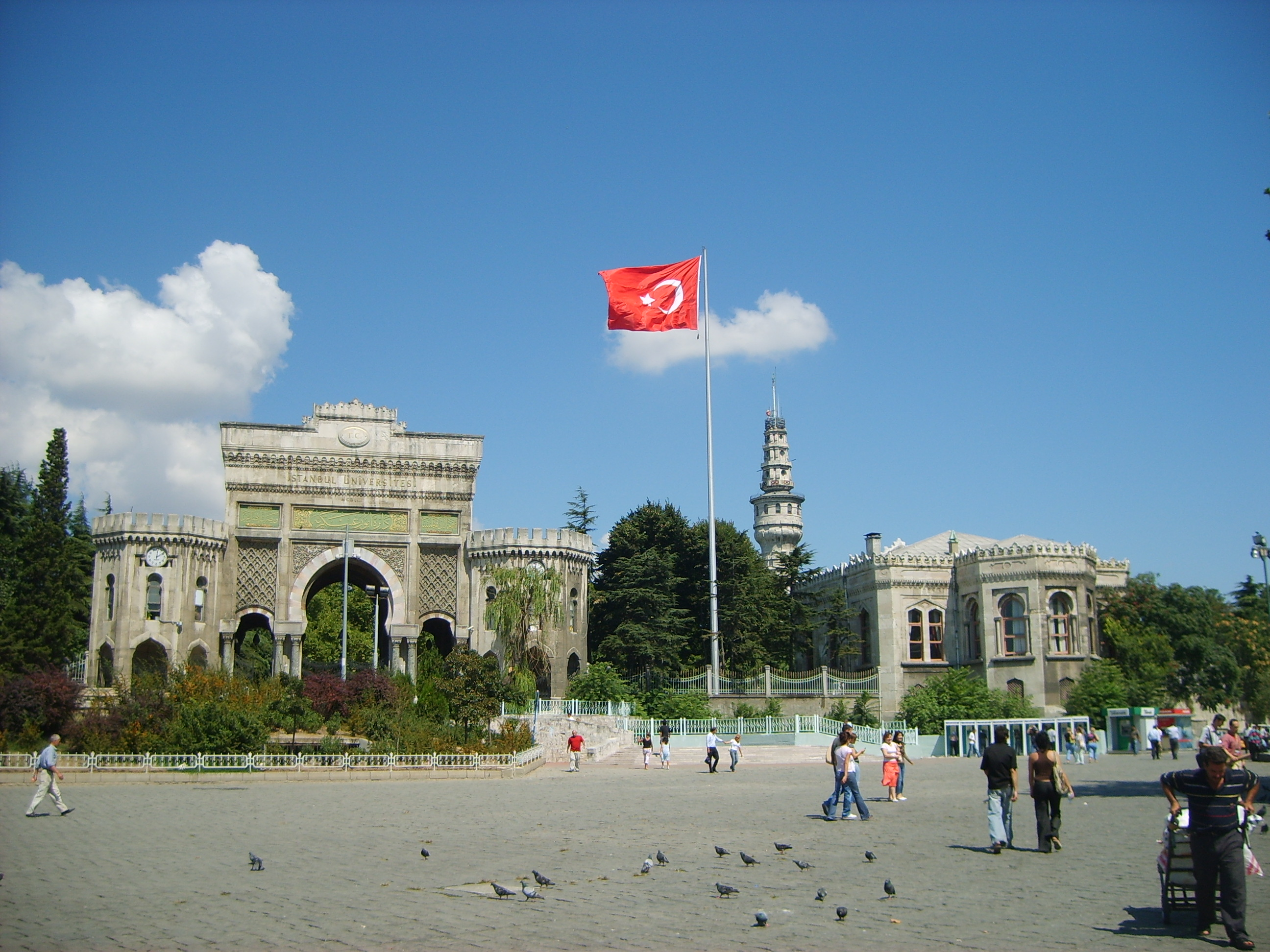
ساحة بايزيد

ميدان بايزيد (بالتركية: Beyazıt Meydanı)‏ ويُعرف رسميا باسم ميدان الحرية (بالتركية: Hürriyet Meydanı)‏، ميدان في الجزء الأوروبي من إسطنبول في تركيا، وتحديدا في حي الفاتح. يقع بجانبها مسجد بايزيد الثاني، كما ان الساحة هي الموقع السابق لمنتدى ثيودوسيوس التي بناها قسطنطين الكبير. كما يقع قربها المدخل الرئيسي لجامعة اسطنبول.

‌